# Benjamin Pittet
Benjamin Pittet (* 1. September 1809 in Prangins; † 9. Juni 1864 in Lausanne) war ein Schweizer Politiker. Von 1848 bis 1851 gehörte er dem Nationalrat an, von 1848 bis 1861 amtierte er als Staatsrat des Kantons Waadt.

## Biografie
Der Sohn eines Landwirts studierte Recht an der Akademie in Lausanne und erhielt 1835 das Anwaltspatent. Von 1836 bis 1845 war er in Morges als Anwalt am Appellationsgericht und stellvertretender Generalstaatsanwalt tätig. Die gleichen Tätigkeiten übte er von 1846 bis 1848 in Vevey aus. Pittet wurde 1838 in den Grossen Rat des Kantons Waadt gewählt, dem er bis 1841 und erneut ab 1843 auf Seiten der Radikalliberalen angehörte. 1848 präsidierte er den Grossen Rat.
Im Oktober 1848 kandidierte Pittet bei den ersten Nationalratswahlen und wurde im Wahlkreis Waadt-West gewählt. Nach der Wahl von Henri Druey in den Bundesrat übernahm er dessen Sitz im Waadtländer Staatsrat. 1851 verzichtete er auf die Wiederwahl als Nationalrat. Pittet wurde 1861 als Grossrat abgewählt, worauf er auch sein Mandat als Staatsrat aufgab.
Pittet war Mitglied der Zofingia.